# Percent
Pour l’article ayant un titre homophone, voir Persan.
Ne doit pas être confondu avec Pour cent ou Pourcentage.
 (août 2023).
La mise en forme du texte ne suit pas les recommandations de Wikipédia : il faut le « wikifier ».
Les points d'amélioration suivants sont les cas les plus fréquents. Le détail des points à revoir est peut-être précisé sur la page de discussion.
- Les titres sont pré-formatés par le logiciel. Ils ne sont ni en capitales, ni en gras.
- Le texte ne doit pas être écrit en capitales (les noms de famille non plus), ni en gras, ni en italique, ni en « petit »…
- Le gras n'est utilisé que pour surligner le titre de l'article dans l'introduction, une seule fois.
- L'italique est rarement utilisé : mots en langue étrangère, titres d'œuvres, noms de bateaux, etc.
- Les citations ne sont pas en italique mais en corps de texte normal. Elles sont entourées par des guillemets français : « et ».
- Les listes à puces sont à éviter, des paragraphes rédigés étant largement préférés. Les tableaux sont à réserver à la présentation de données structurées (résultats, etc.).
- Les appels de note de bas de page (petits chiffres en exposant, introduits par l'outil «  Source ») sont à placer entre la fin de phrase et le point final[comme ça].
- Les liens internes (vers d'autres articles de Wikipédia) sont à choisir avec parcimonie. Créez des liens vers des articles approfondissant le sujet. Les termes génériques sans rapport avec le sujet sont à éviter, ainsi que les répétitions de liens vers un même terme.
- Les liens externes sont à placer uniquement dans une section « Liens externes », à la fin de l'article. Ces liens sont à choisir avec parcimonie suivant les règles définies. Si un lien sert de source à l'article, son insertion dans le texte est à faire par les notes de bas de page.
- La présentation des références doit suivre les conventions bibliographiques. Il est recommandé d'utiliser les modèles {{Ouvrage}}, {{Chapitre}}, {{Article}}, {{Lien web}} et/ou {{Bibliographie}}. Le mode d'édition visuel peut mettre en forme automatiquement les références.
- Insérer une infobox (cadre d'informations à droite) n'est pas obligatoire pour parachever la mise en page.

Pour une aide détaillée, merci de consulter Aide:Wikification.
Si vous pensez que ces points ont été résolus, vous pouvez retirer ce bandeau et améliorer la mise en forme d'un autre article.
 (mars 2016).
Si vous disposez d'ouvrages ou d'articles de référence ou si vous connaissez des sites web de qualité traitant du thème abordé ici, merci de compléter l'article en donnant les références utiles à sa vérifiabilité et en les liant à la section « Notes et références ».

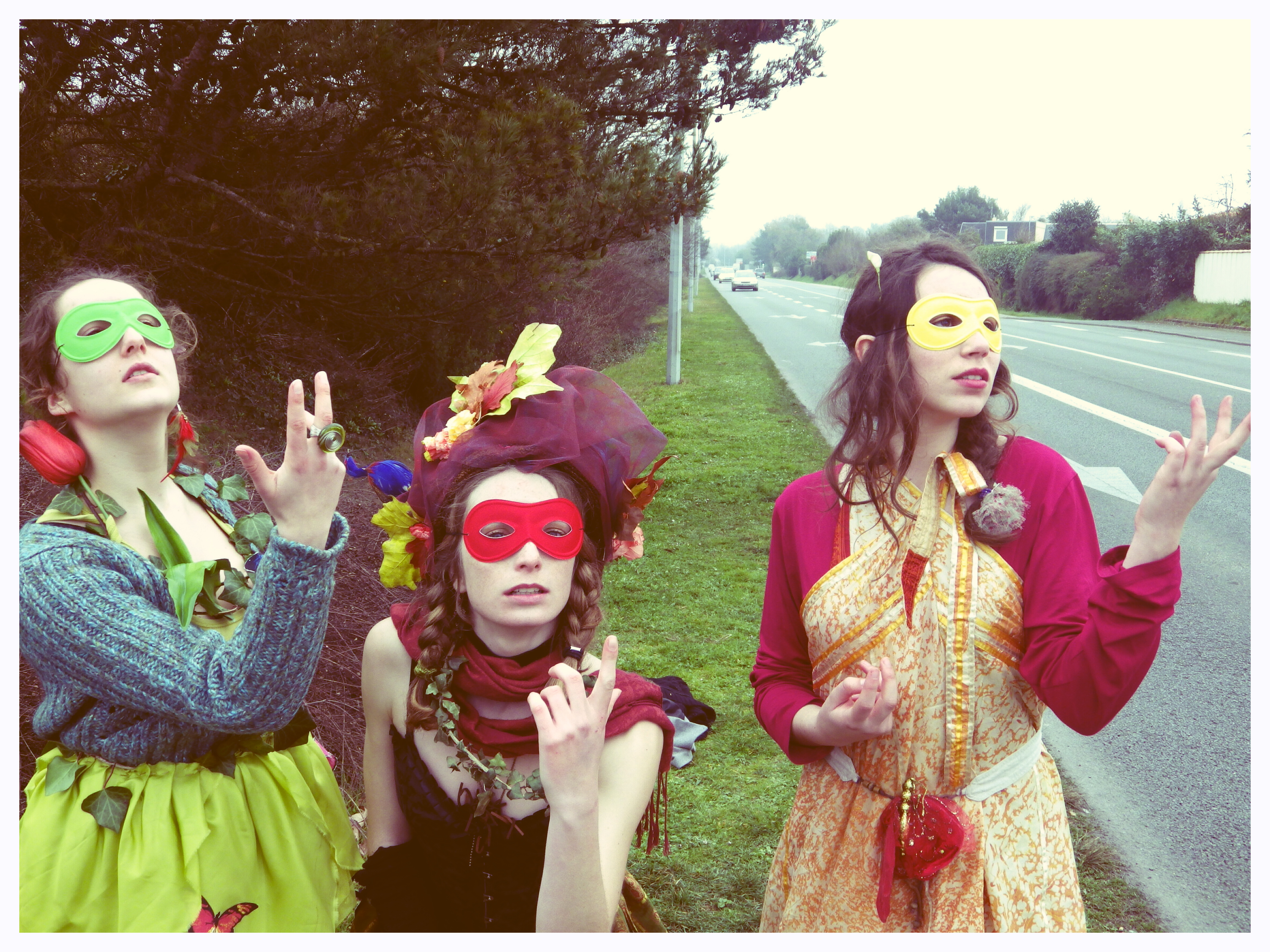
Des lycéennes déguisées lors du Percent à La Rochelle, 2015

Le père cent (aussi appelé percent) est une tradition lycéenne dans certaines régions de France et au Luxembourg qui se déroule cent jours avant le baccalauréat. Il s'agit d'une forme moderne de monôme. Fête qui se déroule 100 jours avant un évènement marquant la fin d'un « enfermement » : armée, collège, internat professionnel. Le mot peut être orthographié de beaucoup d'autres manières différentes, notamment « Père cent » ou « persan ».
Son origine est militaire. C'était une fête de tradition qui se déroulait cent jours avant la libération du contingent.
« Cent jours avant la libération, les appelés enterrent le Père Cent. (...) Le Père Cent est joué par un soldat ou représenté par un mannequin. (...) À la fin du défilé, le Père Cent est pendu, puis brûlé. » — (Béatrice de Villaines, Hugues de Champs, Les saisons de la vie, 2002)
(Par extension) (Éducation) Fête de tradition lycéenne française qui se déroule cent jours avant le baccalauréat.
Il s'agit d'un phénomène collectif local appelé communément le « Père Cent » ou « les cent jours du Bac ». — (Michèle Cros, Daniel Dory, Sylvie Besse, Terrains de passage: rites de jeunesse dans une province Française, 1996
À la suite de la journée de célébration, d'usage pour les étudiants de célébrer cette dernière journée avant la période de révision par une fête consistant à boire une grande quantité d'alcool.
Il est généralement suivi une semaine après du percent chic qui à l'inverse du premier, où les lycéens viennent en cours avec des costumes un tant soit peu extravagants, consiste à s'habiller de manière sobrement esthétique et professionnelle.
En Belgique, les élèves de sixième secondaire célèbrent les « 100 jours des rhétos ».

## Caractéristiques
À cette occasion, les étudiants se déguisent et défilent dans les rues. Les étudiants peuvent alors demander de l'argent aux passants, leur jeter de la farine ou des œufs. Compte tenu de débordements violents, certains lycées ont pris des mesures pour faire disparaître cette tradition ou pour lui substituer une fête spécialement organisée.
Il se pratique encore en Nouvelle-Aquitaine, dans le Grand Est, en Bretagne et en Bourgogne-Franche-Comté et Grand Ouest. Les lycéens campent le mardi soir, passent le mercredi déguisés à demander la pièce en échange d'un bonbon, afin de profiter de la soirée, mais cela diffère selon les régions et les lycées. Ils se retrouvent ensuite en boite de nuit. Ils célèbrent les 100 jours avant le bac, les établissements tolèrent alors les absences et les retrouvailles des élèves le jeudi matin dans les établissements, ce qui, une nouvelle fois, diffère selon les régions et lycées.
Généralement, il s'agit d'un évènement où les élèves de terminale viennent habillés élégamment, en costume, en robe ou en tout autre déguisement le jour des cent jours avant le Baccalauréat. La pensée traditionnelle était de marquer le début des révisions pour l'épreuve finale du cursus secondaire et de permettre au chef d'établissement d'exprimer ses vœux de réussite à ses élèves.
Les pratiques diffèrent selon les lycées. Un verre de l'amitié est parfois donné par le lycée, suivi d'une sortie au restaurant entre classes, une séance photo, souvent de mise, permet d'immortaliser ce jour dans la dernière année lycéenne ou encore un défilé dans la ville et un tour complet déguisé de celle-ci.
En Belgique, où la tradition remonte aux années 1970, c'est un jour de fête pour les élèves de rhéto qui choisissent un thème pour animer la journée des élèves des années inférieures.
En France comme en Belgique, des débordements ont parfois lieu et certains élèves peuvent finir d'une autre manière au poste de police pour le reste de la journée…,,.

## Percent ou Père 100 militaire
Au temps du service militaire obligatoire, une tradition festive existait également parmi les recrues de l'armée, cent jours avant la fin de leur service. Quelques semaines avant le Percent, un faire-part humoristique était envoyé à la famille, aux amis, aux villageois, etc. pour recueillir un peu d'argent.
Le vrai Percent remonte au temps du service militaire, qui serait à l'origine du percent des lycéens. C’est la fête par excellence des « Libérables », elle a lieu à cent jours de la « libé », la fin du service militaire. Le père cent est symbolisé, aussi, par un terme plus récent : "La Quille, locution qui est apparue en 1936,. D'où la phrase exclamative :  La Quille, bordel !".

## Dans la fiction
Dans l'album d’Astérix Le Cadeau de César, un jeune soldat romain se vante d'avoir déjà fêté le père MMMMMMD, c'est-à-dire qu'il ne lui reste plus que 6 500 jours d'engagement (leur engagement étant de 20 ans)